# بومباردييه للنقل
بومباردييه للنقل (بالإنجليزية: Bombardier Transportation) هي قسم معدات السكك الحديدية في الشركة الكندية بومباردييه. بومباردييه ترانسبورت هي واحدة من أكبر الشركات في العالم في صناعة مركبات ومعدات صناعة السكك الحديدية. يقع مقر بومباردييه للنقل في برلين. هناك العديد من المكاتب الإقليمية، ومرافق الإنتاج والتطوير في جميع أنحاء العالم.
تنتج بومباردييه للنقل مجموعة واسعة من المنتجات بما في ذلك عربات السكك الحديدية للركاب والقاطرات ومركبات والدفع والتحكم.
لوران ترودير هو الرئيس والمدير التنفيذي للعمليات في بومباردييه للنقل. في يناير 2011، كان لدى الشركة 34900 موظف، 25400 منهم في أوروبا، و 60 موقع تصنيع في جميع أنحاء العالم.

## الروابط الخارجية
- Bombardier Transportation